# Luigi Mastroianni
Luigi Mastroianni (* 1925 in New Haven, Connecticut; †  25. November 2008) war ein US-amerikanischer Mediziner (Gynäkologie)
Mastroianni war der Sohn eines Gynäkologen Ehepaares und studierte Zoologie an der Yale University (Bachelorabschluss 1946) und Medizin an der Boston University (M. D. 1950). Seine Facharztausbildung in Gynäkologie absolvierte er am Metropolitan Hospital in New York City und forschte dann an der Harvard Medical School und dem Free Hospital for Woman in Boston. Danach war er ab 1961 fünf Jahre Assistant Professor an der Yale University und danach Professor für Gynäkologie an der University of California, Los Angeles, und Leiter der Gynäkologie im Harbor Hospital von Los Angeles. Ab 1965 war er Professor an der University of Pennsylvania, zuletzt als William Goodell Professor Emeritus.
Er arbeitete in den 1950er Jahren mit einem der Entwickler der Antibabypille John Rock zusammen am Free Hospital of Woman in Brookline (Massachusetts) und später an der Senkung der Östrogenanteile in Antibabypillen. In den 1960er Jahren unternahm er grundlegende Untersuchungen über die physiologischen Vorgänge in Eileitern mit Kaninchen und Rhesusaffen als Versuchstieren. Er forschte auch früh in den 1970er Jahren über künstlichen Befruchtung in vitro. 1983 unternahm er die erste künstliche Befruchtung am Menschen im Großraum Philadelphia.
1989 erhielt er den König-Faisal-Preis für Medizin mit Robert G. Edwards für die Pionierarbeiten zur künstlichen Befruchtung.  1993 wurde er Mitglied der National Academy of Sciences.